# نگهداری کودک

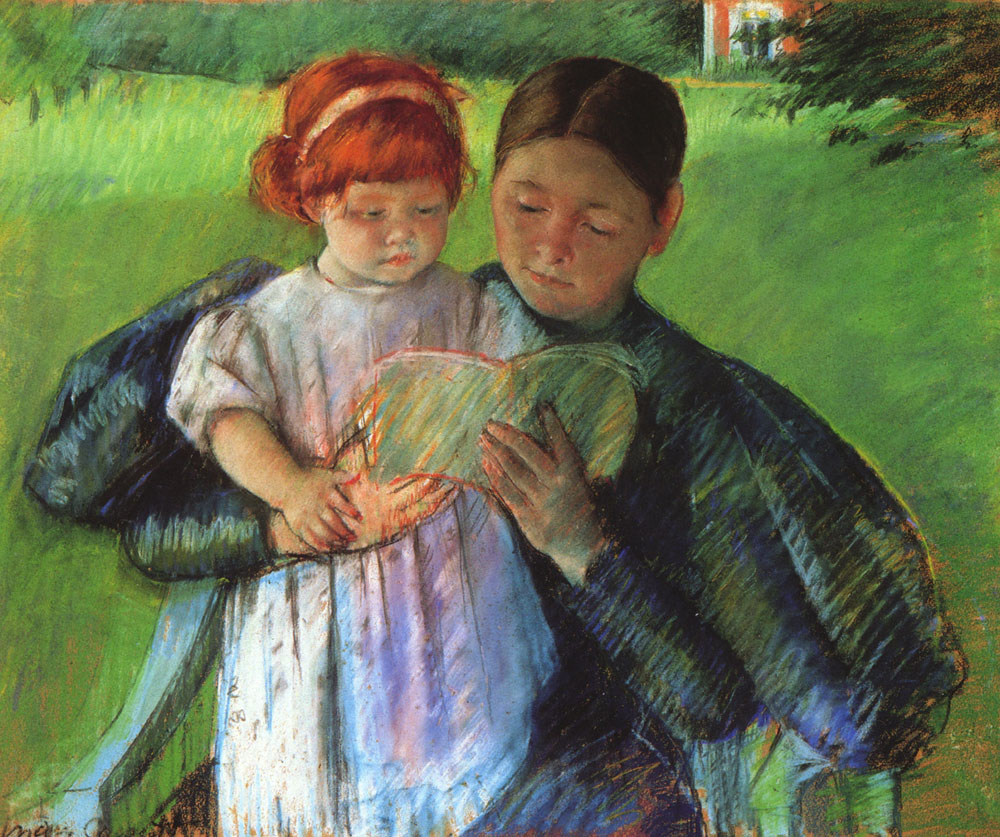
یک پرستار در حال خواندن کتاب برای یک دختر بچه

نگهداری از کودک کوچک (به انگلیسی: Babysitting) به نگهداری موقت کودک خردسال برای چند ساعت در روز گفته می‌شود. در کشورهای غربی معمولاً این کار توسط دانشجویان و جوانان دختر انجام می‌شود که به راحتی کودک پسر را به دستشویی ببرند  .